# Sylvia Zacharias
Sylvia Zacharias (* 17. September 1944 in Binz; † 8. Juni 2022 in Berlin) war eine deutsche Journalistin.

## Leben
Sylvia Zacharias war das erste Kind des Stargeigers Helmut Zacharias und dessen Ehefrau Hildegard „Hella“ Zacharias, geborene Konradat. Sie studierte Bildende Künste in Paris und Bühnenbildnerei an der HfBK Berlin als Meisterschülerin, dann Geschichte und Ökonomie und promovierte 1986 an der FU Berlin in Politologie (summa cum laude) zum Grenzgebiet Arzneimittelzulassung. Danach arbeitete sie als Medizinberichterstatterin. Sie schrieb Sachbücher, u. a. über verschwundene Synagogengemeinden Deutschlands, sowie für die Hirnliga e.V. eine Monografie über die Krankengeschichte ihres Vaters, die den Anstoß zu einer Belebung der deutschen Alzheimer-Politik gab. Sie schrieb jahrelang für die Kulturressorts der Frankfurter Allgemeinen Zeitung und der Welt.
Ihre Geschwister sind der Hochsprungmeister Thomas Zacharias und der Komponist Stephan Zacharias.
Sylvia Zacharias ruht auf dem Friedhof Ohlsdorf (Planquadrat M 17), direkt neben dem Grab ihrer Eltern. 